# Uruleskia aurescens
Uruleskia aurescens là một loài ruồi trong họ Tachinidae.